# مريديث بيشوب
مريديث بيشوب (بالإنجليزية: Meredith Bishop)‏ هي ممثلة أمريكية، ولدت في 15 يناير 1976 بلوس أنجلوس في الولايات المتحدة.

## وصلات خارجية
- مريديث بيشوب على موقع IMDb (الإنجليزية)
- مريديث بيشوب على موقع ألو سيني (الفرنسية)
- مريديث بيشوب على موقع أول موفي (الإنجليزية)
- مريديث بيشوب على موقع قاعدة بيانات الفيلم (الإنجليزية)
- مريديث بيشوب على موقع كينوبويسك (الروسية)